# تخلصوا من الدي جي (المرآة السوداء)
تخلصوا من الدي جي هي الحلقة الرابعة من الموسم الرابع من سلسلة المختارات البريطانية المرآة السوداء. كتبه مؤلف المسلسل تشارلي بروكر وأخرجه تيم فان باتن. بُثت الحلقة لأول مرة على نتفليكس، إلى جانب بقية الموسم الرابع، في 29 ديسمبر 2017. تدور أحداث الفيلم حول إيمي (جورجينا كامبل) وفرانك (جو كول)، الذين يُربطوا في علاقات لفترات زمنية محددة بواسطة خوارزمية تحدد في النهاية شريك حياتهم.
الحلقة مستوحاة من خدمة البث سبوتيفاي، حيث ابتكر بروكر نظامًا يمنح الأشخاص قوائم تشغيل للعلاقات. أصبحت زيارة مصمم الإنتاج جويل كولينز إلى منطقة العطلات الفاخرة هي الأساس للإعداد، في حين كان لا بد من تبسيط وإعادة صياغة نهاية المحاكاة وعرض التطبيق لتجنب إرباك الجمهور.
رسم النقاد أوجه تشابه بين الحلقة والمواعدة عبر الإنترنت من خلال تطبيقات مثل تندر، وأجروا مقارنات مع الحلقة الثالثة من المسلسل سان جونيبيرو، من بين أعمال أخرى. تلقت الحلقة استقبالًا إيجابيًا وفقًا لموقع روتن توميتوز ،ورُشحت لثلاث جوائز تلفزيون الأكاديمية البريطانية (BAFTAs)، لكن النقاد كتبوا تعليقات متباينة حول القصة والتطور النهائي، على الرغم من أنها كانت في الغالب مؤيدة لشخصيتي فرانك وإيمي.

## حبكة
فرانك (جو كول) وإيمي (جورجينا كامبل) يستخدمان جهازًا دائريًا يسمى المدرب يطابقهما مع شركاء لفترات زمنية محددة. تتم مطابقتهم معًا لمدة 12 ساعة. على الرغم من التوتر الأولي، إلا أنهم سرعان ما يندمون على عدم ممارسة الجنس أثناء فراقهم. يخبرهم المدرب أن النظام يراقب كل علاقة لتعيين شريك مدى الحياة لهم في يوم الاقتران، بمعدل نجاح 99.8%.
مطابقة فرانك التالية نيكولا (جوينيث كيوورث) تزدريه على الفور، لكنهما يقترنان لمدة عام. في هذه الأثناء، تجد إيمي أن مطابقتها التي تستمر تسعة أشهر مع ليني (جورج بلاغدين) جذابة. يلتقي فرانك وإيمي مرة أخرى في حدث يتحدث فيه زوجان عن اقترانهما الناجح. بدأت إيمي تجد سلوكيات ليني مملة، وخاصة زفيره الثقيل. بعد انتهاء العلاقة، تُطابق بشكل متكرر مع الأشخاص لمدة 36 ساعة؛ تمارس الجنس مع كل مطابقة، وتبدأ في الانفصال عن عدم جدوى المطابقات.
بعد انتهاء مطابقة فرانك، تطابق مع إيمي مرة أخرى واتفقا على عدم التحقق من طول الوقت لتجنب الأفكار المسبقة. إنهم يستمتعون بممارسة الجنس لأول مرة ويتحدثون عن كيفية عمل النظام. ذات ليلة، يتحقق فرانك من تاريخ انتهاء الصلاحية. فتقول المدرب في البداية خمس سنوات ولكنها تعيد المعايرة، حيث أدت خيانة فرانك لاتفاقهم إلى زعزعة استقرار المطابقة، حتى تقرأ 20 ساعة. يتشتت انتباه فرانك في اليوم التالي عندما تلاحظ إيمي أن كل حصاة ترميها تصطدم بالماء أربع مرات؛ ثم يعترف فرانك بما حدث مع بقاء ساعة حتى انتهاء المطابقة. إنها غاضبة وهو حزين القلب.
ويواصلون المطابقات دون جدوى. في المساء الذي يسبق يوم زواج إيمي، اختارت فرانك لجلسة الوداع المسموح بها قبل تخطي المدرب عبر حمام السباحة. أثناء العشاء مع فرانك، الذي سيكون يوم زواجه غدًا أيضًا، شجعته على المغادرة معها. وإدراكًا منها أن أيًا منهما ليس لديه ذكريات قبل النظام، فإنها تعتقد أن العالم عبارة عن اختبار ويجب عليهما التمرد. يقترب رجل يحمل مسدسًا كهربائيًا؛ تلمس إيمي مسدس الصعق ويتوقف عن العمل ويتجمد الناس في المطعم. يركض فرانك وإيمي ويتسلقان الجدار الذي يفصل عن العالم الخارجي. كُشف عن وجودهما في واحدة من 1000 محاكاة حقيقة - في 998 من هذه العوالم، تمرد فرانك وإيمي ليكونا معًا. في العالم الحقيقي، يقوم أحد تطبيقات المواعدة بتعيين فرانك لإيمي كمطابقة بنسبة 99.8%. إنهم يتواصلون بالعين لأول مرة عبر الحانة مثل مسرحيات الذعر لفرقة ذا سميثز.

## إنتاج
بينما عُرض الموسمان الأول والثاني من المرآة السوداء على القناة الرابعة في المملكة المتحدة، في سبتمبر 2015، قامت نتفليكس بطلب إنتاج 12 حلقة من المسلسل، وفي مارس 2016، تفوقت بعرضها البالغ 40 مليون دولار على القناة الرابعة للحصول على حقوق بث المسلسل في المملكة المتحدة. تم تقسيم الطلب المكون من 12 حلقة إلى موسمين، كل منهما يضم ست حلقات، وكانت حلقة تخلصوا من الدي جي ضمن المجموعة الثانية. أُصدرت الحلقات الست من الموسم الرابع دفعة واحدة عبر نتفليكس في 29 ديسمبر 2017 وأُدرجت حلقة تخلصوا من الدي جي على أنها الحلقة الرابعة، ولكن نظراً لأن المرآة السوداء عبارة عن مسلسل أنثولوجي، يمكن مشاهدة كل موسم بأي ترتيب.

### التصور والكتابة
وفقًا للمنتجة التنفيذية أنابيل جونز، تعكس حلقة تخلصوا من الدي جي واقع المواعدة في العصر الحديث و الشعور العام بالوحدة. نشأت فكرة الحلقة من مبتكر المسلسل وكاتب الحلقة تشارلي بروكر، حيث استلهم تطبيق المواعدة المدرب من منصة البث الموسيقي سبوتيفاي، إذ يحدد التطبيق قائمة تشغيل من العلاقات التي يجب أن يخوضها الشخص قبل الاستقرار مع شريك حياته. لم يكن واضحًا كيف يمكن تطوير قصة عندما تكون تجارب مستخدمي التطبيق محددة مسبقًا. نوقشت عدة سيناريوهات، من بينها فكرة أن التطبيق يتعلم من كل علاقة. كان من المطلوب أن يبتعد كل من إيمي وفرانك عن بعضهما ثم يجتمعان مجددًا، وأصبح ذلك ممكنًا بعد إدخال الحبكة المفاجئة، كُتب النص بسرعة بسبب ضيق المدة ضمن الجدول الزمني المكثف للإنتاج.
تتشابه الحلقة مع حلقة الموسم الثالث "سان جونيبيرو" في إيجابيتها على عكس الحلقات الأخرى. كان بروكر قلقًا من عدم تقبل المعجبين للنبرة الكوميدية الخفيفة للحلقة، وكان مترددًا في البداية بشأن تقديم نهاية سعيدة. ومع ذلك، فقد توقع أن يستمتع الناس بعلاقة إيمي وفرانك، نظرًا للتفاعل الإيجابي مع علاقة كيلي ويوركي في حلقة سان جونيبيرو. في كلا الحلقتين، يُكشف في النهاية أن الأحداث محاكاة للواقع. كان أحد التحديات التي واجهت حلقة تخلصوا من الدي جي هو إبقاء هذا الأمر غير واضح حتى النهاية مع الاستمرار في توعية المشاهد بأن العالم غير طبيعي. في أحد المشاهد، يقترح فرانك وإيمي أن العالم قد يكون محاكاة، كخدعة مزدوجة من بروكر.
ناقش الكُتّاب المدة التي يجب أن يراها فرانك في البداية على أنها مدة علاقته الثانية مع إيمي. قال بروكر إن قرارهم النهائي بخمس سنوات هو "قدر معقول من الوقت لعلاقة جادة"، لكن فرانك يُحبط عندما يكتشف أن العلاقة محدودة زمنيًا. تسبب كشف فرانك لوقت العلاقة في حدوث مشكلة هيكلية في النص، ولكن كان يُنظر إلى المشهد على أنه مهم ولذلك تمت إعادة صياغة النص حول هذه الفكرة.
تخيل بروكر أن المحاكاة تعمل عبر الحوسبة السحابية. وكانت فكرة تشغيل 1000 نسخة من العالم في وقت واحد قد طُرحت سابقًا في حلقة عيد الميلاد الأبيض. وفي تلك الحلقة، تعترف نسخة محاكاة من شخص بارتكاب جريمة ما. سأل أحدهم بروكر ما إذا كان هذا دليلاً مقبولاً، فأجاب أنه يمكن تكرار المحاكاة، مع تغييرات طفيفة في كل مرة، لضمان الموثوقية. بالنسبة للأزواج الذين لم يتمردوا، قال بروكر: "لقد حقق النظام غايته، وتنتهي واقعيتهم".

### الطاقم والتصوير
قام المخرج الأمريكي تيم فان باتن بإخراج الحلقة. أُسند دور إيمي إلى جورجينا كامبل، بينما لعب جو كول دور فرانك. أجرى الثنائي اختبارًا للكيمياء قبل التصوير لضمان التوافق. وجدت كامبل أن إيمي "مليئة بالأمل"، مع إحساس "بالتوتر الممزوج بالحماس" بشأن المواعدة.
استُلهم موقع التصوير من منتجع النادي الإجتماعي في أوكسفوردشاير، وهي وجهة عطلات فاخرة حضر فيها مصمم الإنتاج جويل كولينز حفلة عيد ميلاد. وصف كولينز كيف تتنقل مركبات كهربائية بين الكبائن، إضافة إلى وجود العديد من النوادي والحانات. أُعيدت كتابة بيئة الحلقة لتشبه النادي الاجتماعي، بعد أن كان من الخطط في البداية أن تدور الأحداث داخل أبراج سكنية. كان التصميم الهندسي للعالم هو فكرة كولينز، التي تهدف إلى أن تشبه الجزء الداخلي للهاتف المحمول - حيث يتم ترتيب خطوط نحاسية مختلفة على لوحة خضراء. يتم استخدام الأنماط السداسية وزخارف التصميم المتكررة في المشهد حيث أن الإعداد عبارة عن عالم محاكاة خوارزمية. صُممت واجهة تطبيق المدرب لأول مرة بواسطة إريكا مكيوان من قسم الرسومات في الإنتاج. ثم طُورت وحُركت بواسطة فريق Painting Practice. قال كولينز إن التصميم الدائري للمدرب صُمم لتمييز المكان عن العالم الحقيقي. كانت بسيطًا بواجهته، حيث لم يحتوِ سوى على بضعة أزار ؛ وصفه كولينز بأنه "قرص دائري، أشبه بقرص الرمي، مع شاشة زجاجية".

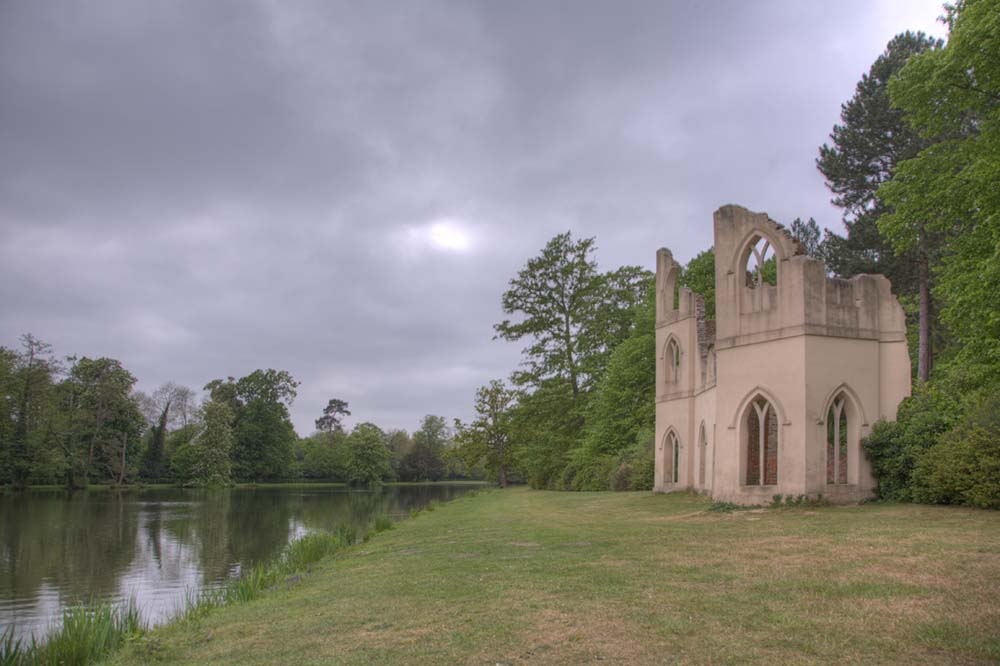
تم استخدام بنشيل كموقع للتصوير.

أُجريت بعض المشاهد الخارجية في بنشيل، وهي حديقة ذات مناظر طبيعية من القرن الثامن عشر في سري. في أحد المشاهد، تركل إيمي فرانك مازحة، ومع ذلك، بدت ركلات كامبل المزيفة غير واقعية. لذا طلب فان باتن من كامبل أن تركله فعليًا. وصُدم الجميع عندما أصابته بشدة لدرجة النزيف، واُستخدم هذا المشهد في الحلقة. صُورت مشاهد الغابة في بورن وود، سري.
يظهر التحول المفاجئ في الحلقة عندما يتحلل العالم المحاكى تدريجيًا إلى بيكسلات، ليُستبدل بألف نسخة من فرانك وإيمي داخل فراغ أسود. لم يُحدد هذا المشهد بشكل واضح في النص، لذا استلهم فريق الإنتاج الفكرة من فيلم الخيال العلمي لعام 2013 تحت الجلد، واجه الممثلون صعوبة في فهم المشهد أثناء التصوير، خاصة عند تمثيل لقطات أمام الخلفية الخضراء حيث ينظرون "بعمق إلى الفراغ". لم يفهم شركاء جونز وبروكر النسخ الأولى من نهاية الحلقة، ما دفعهم إلى توضيح فكرة أن العالم كان محاكاة عبر إضافة صوت وتعليق نصي يكشف أن إيمي وفرانك تمردا في 998 تجربة من أصل 1000، ما أدى إلى تحقيق نسبة تطابق 99.8% بينهما. كما بُسطت الحوارات السابقة في مشهد المطعم، وطُورت المؤثرات البصرية بحيث تختفي الشخصيات بطريقة سلسة، بدلًا من تعرضهم للتدمير أو الاحتراق أو السحق.

### موسيقى

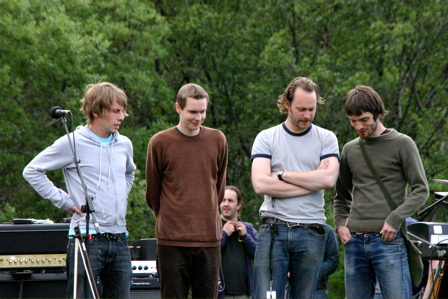
عمل سيغور روس على مقطعين صوتيين للحلقة "نهاية" و "مطابقة" مع الملحن أليكس سومرز.

اشتُق اسم الحلقة من عبارة في اغنية "ذعر" لفرقة ذا سميثز، والتي يتم تشغيلها في المشهد الأخير. قام أليكس سومرز بتأليف الموسيقى التصويرية للحلقة، مع مقطوعتين ساهمت بهما الفرقة الأيسلندية سيغور روس، "نهاية" و"مطابقة". الأغنيتان كلاهما موسيقى محيطة: "النهاية" عبارة عن مقطوعة منظمة مدتها خمس دقائق تتميز بغناء جونسي، والتي وصفها رايان ريد من رولينج ستون ' ما بعد الروك ؛ "مطابقة" عبارة عن مقطع مدته 90 ثانية بنبرة داكنة واستخدام طائرات بدون طيار. سبق أن أنتج سومرز موسيقى مع الفرقة، بما في ذلك ألبومهم الأخير كفيكور (2013). في عام 2018، أُصدرت الموسيقى التصويرية على الفينيل بواسطة جيف بارو.

## تسويق
في مايو 2017، أعلن موقع ريديت بشكل غير رسمي عن أسماء ومخرجي الحلقات الست في الموسم الرابع من المرآة السوداء. أُصدر المقطع الدعائي الأول للمسلسل بواسطة نتفليكس في 25 أغسطس 2017، ويحتوي على عناوين الحلقات الستة. ابتداءً من 24 نوفمبر 2017، نشرت نتفليكس سلسلة من الملصقات والإعلانات اليومية للموسم الرابع، والتي يشار إليها باسم "13 يومًا من المرآة السوداء". أُصدر ملصق تخلصوا من الدي جي في 30 نوفمبر وعُرض المقطع الدعائي لأول مرة في اليوم التالي. في 6 ديسمبر، نشرت نتفليكس مقطعًا دعائيًا يضم مجموعة من المشاهد من الموسم الرابع، والتي أعلنت أن المسلسل سيصدر في 29 ديسمبر.

## تحليل
الحلقة هي رومانسية كوميدية؛ موضوعها المتمثل في العثور على الشريك المثالي أثار مقارنات مع أعمال أخرى. قارن جاكوب أولر من مجلة بيست ولويزا ميلور من دن أوف جيك الحلقة بفيلم جراد البحر (2015)، وهو فيلم يُجبر فيه العازبون على إيجاد شريك. كما قارنها ميلور وجين تشاني من موقع فالتشر بمسلسل المكان الجيد (2016–2020)، الذي يبدأ بشخصيات في الحياة الآخرة تتلقى  شركاء روح مخصصين لها. كما قورنت الحلقة بأعمال تتناول فكرة المراقبة المستمرة، مثل فيلم عام 1998 عرض ترومان ورواية 1984. رأت ميلور أيضًا أن النهاية تشبه نهاية الفيلم عندما التقى هاري بسالي (1989)، حيث ينتهي الأمر بالشخصين اللذين التقيا في البداية معًا، ليشكلا تطابقًا شبه مثالي.
كما أُجريت مقارنات مع حلقات أخرى من حلقات المرآة السوداء، وخاصةً حلقة سان جونيبيرو من الموسم الثالث. وجدت كاثرين فان أريندونك من فالتشر أن كِلا الحلقتين تحملان طابعًا متفائلًا، حيث تعرضان "حبًا مُمكنًا بفضل التقدم التكنولوجي مع اختيار شخصين لبعضهما البعض على حساب العالم الذي يعرفانه". بدورها، رأت شيرلي لي من إنترتينمنت ويكلي أوجه تشابه، مثل "العاشقين المتحديين للقدر" و"القيود المستحيلة المفروضى عليهما"، لكنها وجدت أن "تخلصوا من الدي جي" "أكثر عبثية وظلامية وأقل تفاؤلاً ودفئًا في خاتمتها". أما صوفي جيلبرت من ذا أتلانتيك، فقد رأت أن الحبكة الملتوية تتماشى مع حلقات أخرى تتناول شخصيات محاكاة، بما في ذلك "المركبة الأمريكية كاليستر" و"عيد الميلاد الأبيض".  بالإضافة إلى ذلك، قارنت  هانا جبورجيس من ذا أتلانتيك  الحلقة بمسلسل رفقاء الروح (2020)، والذي تقوم أيضًا ببطولته كامبل وشارك في إنشائه كاتب المرآة السوداء ويليام بريدغز. تدور أحداث المسلسل في مستقبل قريب حيث يتم تحديد توأم الروح بدقة مطلقة. كتبت جيورجيس أنه كِلا العملين، يستخدمان التوتر الرومانسي كاستعارة لقضايا أوسع تتعلق بالأمان والانتماء.
خلال أحداث الحلقة، يقترح فرانك على إيمي أنهما في محاكاة، والذي تبين لاحقًا أنه صحيح. البيئة المقدمة في البداية للجمهور تثير العديد من التساؤلات: حيث أشار أولر إلى أن هناك "تلميحات غامضة ومتعارضة حول كيفية عمل العالم". وطرحت جيلبرت بعد الأسئلة الجوهرية مثل: 
- لماذا يبدو أن الشخصيات تعيش داخل قبة مغلقة؟
- ماذا يحدث إذا رفضوا النظام؟
- لماذا، رغم الانسجام الواضح بين فرانك وإيمي، لا يقوم النظام بربطهما لفترة أطول؟

ووصفت جيلبرت الموقع بأنه يتمتع "ببريق عالم مصطنع" مشابه للذي شوهد في حلقة الموسم الثالث نوزدايف. من جهتها، رأت ليزي بلاوجيك  أن البيئة "مسطحة ومحايدة" واقترحت أنها تشبه أجواء الروايات الرومانسية الفيكتورية، حيث الشخصيات "ليس لديها شيء تفعله سوى قتل الوقت". بينما اعتبرت ميلور أن هذه "البساطة" و"الفراغ الأنيق" أمر منطقي بالنسبة لعالم افتراضي.

يُعد تندر مثالاً لتطبيق المواعدة مقارنةً بنظام المواعدة في "تخلصوا من الدي جي".

تتناول الحلقة المواعدة عبر الإنترنت. وفقًا لدراسة أجراها مركز بيو للأبحاث في وقت عرض الحلقة، كان حوالي ربع الأمريكيين الذين تتراوح أعمارهم بين 18 و24 يستخدمون تطبيقات المواعدة. أدرج أباد سانتوس من  فوكس تطبيقات مثل بامبل، غرايندر، هنج، سكروف، وتندر ضمن التطبيقات الشائعة للمواعدة. رأت بلاوجيك أن النظام في الحلقة يشبه تطبيقات المواعدة، التي "تجمع بيانات كافية لدفع المنتجات إلى المستخدمين أو التنبؤ بسلوكهم"، بما في ذلك التطبيقات التي "تجمع بيانات عن مواعيدك لتحديد ما إذا كنت تحبهم بالفعل أم لا".  كتب كريستوفر هوتون في الإندبندنت، أن هناك تشابهًا بين تجربة فرانك وإيمي في المواعدة وبين "الأشخاص الذين يواصلون الدخول في سلسلة من المواعيد عبر تيندر رغم أنهم لم يتجاوزوا علاقاتهم السابقة بعد". أما جيلبرت، "تسارع مشاهد آيمي مع شركاء مختلفين وعلاقات جنسية تبدو وكأنها خارج جسدها، وبطريقة منفصلة وغير إنسانية"، قد يكون بمثابة نقد لتطبيق تندر.
قدّم النقاد تفسيرات مختلفة لمعنى الحلقة. رأى أباد سانتوس أنها تجسد فكرة أن ""البشر مستعدون لخوض أي شيء مقابل وعدٍ بالحب الأبدي". وكتبت بلاوجيك أن مخاوفها تدور حول "القبول الاجتماعي،  الوحدة، والمجهول الذي يحمله المستقبل". بينما رأى هوتون أن النظام قد يكون إيجابيًا، قائلاً إن الحلقة "تُظهر كيف يمكن أن تكون هذه الأنظمة عبقرية تمامًا في المستقبل دون أن نعرف حتى كيف تتوصل إلى استنتاجاتها بخصوص خوارزميات المواعدة"، أما ديفون مالوني من وايرد، فاعتبر أن النظام "محبط عمدًا بالنسبة لنا كمشاهدين"، ولكنه يُسوّق للشخصيات على أنه "حلٌ لمشاكل العُزاب في الماضي". من جانبها، رأت لي أن الحلقة تسلط الضوء على تطبيقات المواعدة بشكل إيجابي وسلبي، حيث أن الرومانسية بين فرانك وإيمي "بدأت بالفعل بشكل مصطنع". اعتقد زاك هاندلين من إيه. في. كلوب أن الجمهور يشعر ""بتوتر بين فكرة عالمٍ يتخذ القرارات المعقدة بدلًا عنك، والقلق الغريزي من أن يكون هذا مجرد فخ". أما أليك بوجالاد من Den of Geek، فوجد أن إيمي وفرانك "مثاليان لبعضهما"، حيث يشتركان في حس فكاهي واضح وانجذاب جسدي قوي. فيما وصفت كاثرين جي من التلغراف الثنائي بأنهما  "لطيفان" و"عفويان" مع ميل للنكات السخيفة. رأى أباد سانتوس أن تفاعلهما في العالم الحقيقي كان بمثابة "غمزة وابتسامة، ولمحة عن الحب الحقيقي". حللت فاناريندونك كلمات "تخلصوا من الدي جي" على أنها "احتفاءً بالتمرّد وفعل الأمور بطريقتك الخاصة".